# Popielów (województwo opolskie)
Popielów (dodatkowa nazwa w j. niem. Poppelau; przed 1945 jako Alt Poppelau) – wieś w Polsce, w województwie opolskim, w powiecie opolskim, w gminie Popielów, której jest siedzibą. 
| SIMC    | Nazwa               | Rodzaj     |
| ------- | ------------------- | ---------- |
| 0502322 | Kabachy             | przysiółek |
| 0502300 | Kobylice            | część wsi  |
| 0502339 | Leśniczówka Kabachy | przysiółek |
| 0502345 | Lipie Laski         | przysiółek |
| 0502316 | Osiedle             | część wsi  |
| 0502351 | Wielopole           | przysiółek |

Miejscowość leży na skrzyżowaniu dróg z Opola, Brzegu i Skorogoszczy.

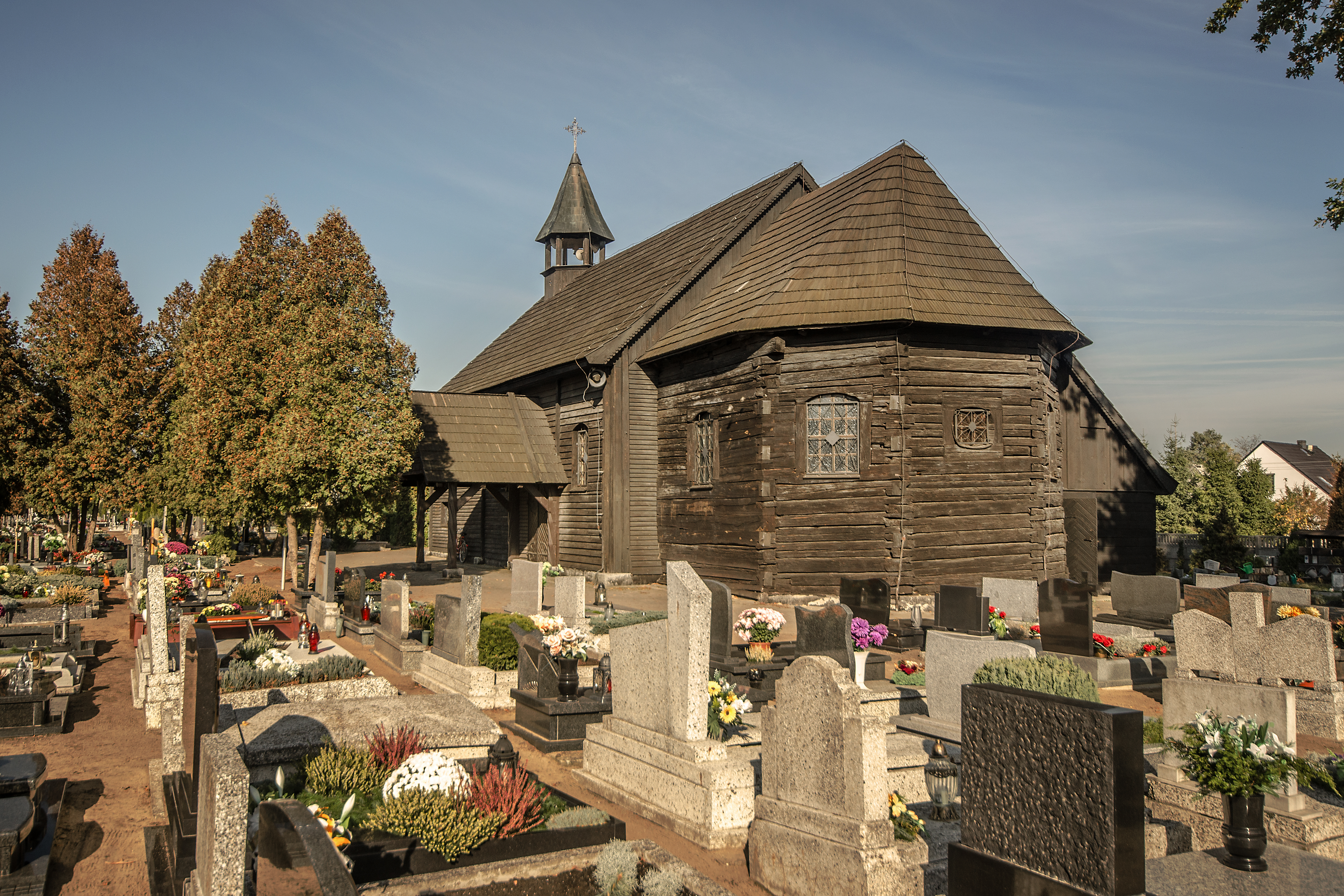
Kościół cmentarny św. Jana Chrzciciela i św. Andrzeja

## Nazwa
Według Heinricha Adamy'ego nazwa wywodzi się od polskiej "popiołu". W swoim dziele o nazwach miejscowości na Śląsku wydanym w 1888 roku we Wrocławiu wymienia jako najstarszą zanotowaną oraz wcześniejszą od niemieckiej nazwę - Popielow podając jej znaczenie "Aschendorf" czyli po polsku "Wieś popiołów". 
Miejscowość została wymieniona w zlatynizowanej, staropolskiej formie Popelow w łacińskim dokumencie wydanym w 1343 roku we Wrocławiu. 
W alfabetycznym spisie miejscowości na terenie Śląska wydanym w 1830 roku we Wrocławiu przez Johanna Knie miejscowość występuje pod polską nazwą Popielow oraz niemiecką Poppelau. Niemcy fonetycznie zgermanizowali początkowo nazwę na Poppelau, a później na Alt Poppelau w wyniku czego utraciła ona swoje znaczenie.
12 listopada 1946 r. nadano miejscowości polską nazwę Stary Popielów.

## Historia
Historycznie Popielów leży na Górnym Śląsku.
Do głosowania podczas plebiscytu uprawnionych było w Popielowie 2168 osób, z czego 1576, ok. 72,7%, stanowili mieszkańcy (w tym 1534, ok. 70,8% całości, mieszkańcy urodzeni w miejscowości). Oddano 2071 głosów (ok. 95,5% uprawnionych), w tym 2065 (ok. 99,7%) ważnych; za Niemcami głosowało 1548 osób (ok. 74,7%), a za Polską 517 osób (ok. 25,0%).

## Zabytki
Do wojewódzkiego rejestru zabytków wpisany jest:
- kościół parafialny pw. NMP Królowej Aniołów, 1888-9, nr rej.: A-221/2014 z 25.09.2014
- kościół cmentarny pw. Matki Boskiej i św. Andrzeja, drewniany, zbudowany w 1654 roku, 1889 r., wewnątrz zachowały się resztki polichromii i barokowy ołtarz z XVII w. a także rokokowe organy oraz obraz św. Grzegorza z XVII wieku, wypis z księgi rejestru
- dom, ul. Opolska 14, z XIX w., nie istnieje
- spichrz, ul. Kościuszki 13 (d. 32), z 1840 r., nie istnieje

inne zabytki:
- cmentarz, na cmentarzu w Popielowie znajdują się mogiły angielskich jeńców wojennych, zastrzelonych 21 lipca 1944 r. przez strażnika niemieckiego: Johna Thomasa Saundersa i Henry'ego Thomsona[13].